# 広成建設
広成建設株式会社（こうせいけんせつ、KOSEI KENSETSU Co.,Ltd.）は、広島県広島市東区本社を置く建設会社。ゼネコンと呼ばれるもののひとつ。また、西日本旅客鉄道（JR西日本）の持分法適用関連会社である。

## 沿革
当初は、日本国有鉄道の輸送力確保のため、廣鐵工業株式会社として、本店を広島に、支店を広島・岡山・下関・高松・徳島に置き、特命契約により鉄道工事の施工を行う事を目的に設立された。
- 1941年（昭和16年）9月1日 - 創業（資本金　100万円）。
- 1949年（昭和24年）2月 - 浜田支店(現山陰支店)を設置。
- 1949年（昭和24年）10月 - 建設業法制定により、建設大臣登録。
- 1961年（昭和36年）6月 - 設計部門の関連会社中国施設設計株式会社を設立。
- 1965年（昭和40年）8月 - 商号を広成建設株式会社に変更。
- 1973年（昭和48年）6月 - 建設業法の改正に伴い建設大臣許可を受る。
- 1977年（昭和52年）2月 - 宅地建物取引業法による広島県知事免許を登録。
- 1977年（昭和52年）7月 - 不動産管理部門の関連会社株式会社広成開発を設立。
- 1993年（平成 5年）6月 - 福岡支店を開設。
- 1999年（平成11年）4月 - 大阪建築支店を開設。
- 2002年（平成14年）7月 - 環境部門の関連会社株式会社エコミックス・コーポレーションを設立。
- 2007年（平成19年）4月 - 台豊建設株式会社を吸収合併、大阪施設工業株式会社より岡山営業エリアを譲受ける。

## 特徴
建築部門、土木部門のほかに軌道部門がありJR西日本の新幹線や在来線のメンテナンスや敷設工事を行っている。

## 主な施工物件
線路部門
- 九州新幹線・鳥栖軌道敷設
- 台湾新幹線新設工事(正式工事名：台湾高速鉄道技術指導事業）
- ロングレール更換工事

土木部門
- 吉備線岡山西バイパスBo架設工事
- 可部南地区下水道築造
- 三原バイパス下木原高架橋第２下部工事
- 岩徳線西岩国・川西間　川西架道橋新設

建築部門
- 浜田駅橋上化
- ヴェスタ白島店
- モントーレヴェルキューブシティ福岡空港
- ヴェレーナ東生駒
- 美作市立大原小学校
- 岡山市西消防署・岡山市消防防災センター

## 不祥事
2001年度から2009年度にかけ、広成建設が、山陽新幹線の岡山・広島・山口の各県内のトンネルの補修工事に際し、工事に使用したモルタルの量を、実際の使用量よりも水増しした4億7,000万円をJR西日本に請求していたことが判明した。JR西日本は、同額を返還させた上、違約金約5,000万円を徴収したが、トンネルの安全性に疑問符が付けられかねない状況となっている。